# Max von Vequel-Westernach
Max von Vequel-Westernach (* um 1929 in Gauting; † 26. November 2006 in Herrsching am Ammersee) war ein deutscher Ingenieur und Technischer Direktor der Oper Frankfurt.
Max von Vequel arbeitete von 1951 bis 1954 als Betriebsingenieur an den Städtischen Bühnen Frankfurt. Anschließend war er als Technischer Direktor in Basel tätig. Von 1956 an betreute er den Umbau der Theaterdoppelanlage in Frankfurt am Main und wurde 1971 Technischer Direktor der Oper. Er behielt die Leitung bis 1989 bei.
Für Verdis Macbeth in der Regie von Hans Neuenfels und Berlioz’ Die Trojaner, inszeniert von Ruth Berghaus, schuf er das Bühnenbild.
Max von Vequel verstarb im Alter von 77 Jahren unweit seines Geburts- und Wohnortes Gauting im Krankenhaus von Herrsching am Ammersee.